# Aigeira
Aigeira  este un oraș în Grecia în Prefectura Ahaia.